# 中子棋
中子棋（Neutron），是Robert A. Kraus在1978年推出的棋類。

中子棋初始布置

## 棋具
棋盤為5*5的棋格。
棋子各方5枚，以兩色各代表一方。另外有一枚名為中子的棋子，控制權為雙方共用。

## 棋規
- 初始佈置為己棋各擺在玩家的底行，中子的棋子置於棋盤的最中間格。
- 每方每回合依次必須進行兩步驟。
  - 第一步驟為移動中子。但先手方第一回合必須放棄此步驟。
  - 第二步驟為移動一枚己棋。

棋子的移動。

- 任何棋子的移動為朝橫豎斜方向移動至最遠的連續空格，途中不得有子，不得停頓。

- 中子移動到何者的底行，該行所屬的玩家立即獲勝。

黃方只要移動中子一著便獲勝。

- 若無法移動中子則輸掉遊戲。[1]

## 外部連結
- 遊戲介紹 （页面存档备份，存于）
- 遊戲下載，有一些棋盤不同的變體